# Zoé Bruneau
Pour les articles homonymes, voir Bruneau.
Zoé Bruneau, née en 1981 ou 1982, est une actrice française.
Elle est la fille des comédiens Philippe Bruneau et Claire Nadeau, et la petite-fille de l'éditeur Maurice Nadeau. Comédienne de théâtre, souvent de boulevard, elle est décrite par Elle comme « Jackie Sardou dans le corps de Sophie Marceau ! ».
Après dix ans de carrière menée principalement au théâtre et à la télévision, elle tient son premier rôle sur grand écran en 2014, dans Adieu au langage de Jean-Luc Godard, auquel elle consacre un livre.

## Théâtre
- 2005 : Week-end en ascenseur, de Jean-Christophe Barc, mise en scène d'Arthur Jugnot
- 2006 : La Dame de chez Maxim, de Georges Feydeau, mise en scène de Salomé Lelouch
- 2007 : Coiffure pour dames, mise en scène de Daniel Roussel
- 2010 : La Servosa Amorosa, de Carlo Goldoni, mise en scène de Christophe Lidon, Théâtre Hébertot
- 2010 : Le Technicien, d'Éric Assous, mise en scène de Jean-Luc Moreau, théâtre du Palais-Royal
- 2013-2014 : Jamais 2 sans 3, mise en scène de Jean-Luc Moreau, théâtre du Palais-Royal
- 2021 : Espèces menacées de Ray Cooney, mise en scène d'Arthur Jugnot, théâtre de la Renaissance
- 2024 : C'est pas facile d'être heureux quand on va mal de Rudy Milstein, mise en scène de l'auteur, théâtre Lepic

## Filmographie

### Télévision

#### Séries télévisées
- 2001 : Dabox d'Ivan Radkine
- 2017 : Paris, etc. (mini-série, épisode : Nuits blanches) de Zabou Breitman : l'infirmière urgentiste
- 2018 : Profilage (saison 9, épisode 5 : Jonah) de Julien Albertini : Charlotte Auclerc
- 2018 : Dix pour cent (saison 3, épisode 1 : Jean) d'Antoine Garceau : la copine au bar 1
- 2020 : Dix pour cent (saison 4, épisode 3 : José) d'Antoine Garceau : la réalisatrice
- 2021 : La Faute à Rousseau (saison 1, épisode 5 : Aïcha et l’Injustice) d'Octave Raspail : lieutenant Delmas[7]
- 2022 : J'étais à ça : Zoé[8]
- 2022 : L'Île  prisonnière : Jennifer
- 2023 : HPI (saison 3, épisode 7 « Tonnerre ! » de Djibril Glissant) : wedding planneuse
- 2024 : L'École des espions d'Elsa Bennett : Victoria

#### Téléfilms
- 2005 : La Pomme de Newton de Laurent Firode : la vendeuse
- 2006 : Jeanne Poisson, marquise de Pompadour de Robin Davis
- 2007 : Pas tout de suite... de Marianne Lamour : Julie
- 2008 : Seule de Fabrice Cazeneuve : la secrétaire de Bourdet
- 2021 : Belle, belle, belle d'Anne Depétrini : la DRH

### Cinéma
- 2004 : Chroniques d'Adèle (court-métrage) d'Emilie Monier et Raphaëlle Roudaut : Adèle
- 2006 : Mon beau miroir (court-métrage) de Mathieu Naert : la fille
- 2014 : Les Gazelles de Mona Achache : la femme en larmes
- 2014 : Adieu au langage de Jean-Luc Godard : Ivitch
- 2014 : Oups ! (court-métrage) d'Avril Besson : Zoé
- 2017 : Le Ciel étoilé au-dessus de ma tête d'Ilan Klipper : la première ex de Bruno
- 2017 : Embrasse-moi ! d'Océane Rose-Marie et Cyprien Vial : la fille au cours de fellation Aurélien 1
- 2018 : Les Tuche 3 d'Olivier Baroux : la cadreuse durant l'allocution
- 2018 : Amanda de Michaël Hers : l'assistante sociale
- 2019 : Premières Vacances de Patrick Cassir : Pauline
- 2020 : The Man in the Hat de John-Paul Davidson et Stephen Warbeck : la mesureuse
- 2021 : Le Dernier Duel (The Last Duel) de Ridley Scott : Dame Marie Chamallart
- 2022 : Les Passagers de la nuit de Mikhaël Hers : la prof d'histoire
- 2024 : Un homme en fuite de  Baptiste Debraux : mère de Johnny

## Publication
- 2014 : En attendant Godard, chapitre I, chapitre II, éditions Maurice Nadeau[9], où Zoé Bruneau raconte le tournage d'Adieu au langage et ses prémices[10].